# Naltigiri
Naltigiri és una branca de les muntanyes Assia a Orissa, prop de la ciutat de Cuttack a 20° 35′ N, 86° 15′ E / 20.583°N,86.250°E al sud del riu Birupa. Les muntanyes estan formades per dos pics principals d'altura desigual amb un pas entre ambdós. Hi ha restes budistes.